# Impavido (cacciatorpediniere 1913)
L’Impavido è stato un cacciatorpediniere della Regia Marina. 

## Storia
All'entrata dell'Italia nella prima guerra mondiale l’Impavido era caposquadriglia della II Squadriglia Cacciatorpediniere di base a Taranto, che formava insieme ai gemelli Indomito, Intrepido, Irrequieto, Impetuoso ed Insidioso (sebbene l’Indomito si trovasse al momento a La Spezia). Era comandante della nave il capitano di fregata P. Orsini.
Il 3 luglio il cacciatorpediniere e la propria squadriglia vennero assegnati al III Gruppo della IV Divisione Navale. Il comandante Orsini, promosso a capitano di vascello, comandava anche il III Gruppo oltre alla II Squadriglia.
All'una di notte del 6 luglio l'Impavido e la propria squadriglia salparono da Venezia ed effettuarono una missione di ricognizione offensiva verso est. Le navi diressero poi per Venezia in modo da trovarsi alle 4.30 una trentina di miglia ad est di Chioggia, dove avrebbero trovato la squadriglia cacciatorpediniere «Bersagliere» e l'incrociatore corazzato Amalfi, insieme ai quali avrebbero ripreso l'esplorazione del golfo di Venezia alla ricerca di navi nemiche. Mentre dirigeva verso il punto dell'incontro, tuttavia, l'Amalfi venne silurato dal sommergibile austroungarico U 26 ed affondò in dieci minuti.
Verso le dieci del mattino del 17 agosto 1915 l’Impavido, che si trovava in crociera, unitamente all'esploratore Quarto ed ai cacciatorpediniere Ardito, Animoso ed Intrepido, a settentrione della congiungente Brindisi-Cattaro, raggiunse – insieme alle altre unità – Pelagosa, che alcune ore prima era stata pesantemente bombardata da una formazione navale austro-ungarica.
Alle 19 dell'8 giugno 1916 salpò da Valona (al comando del capitano di vascello Ruggiero) per scortare in Italia, unitamente all'esploratore Libia ed ai cacciatorpediniere Pontiere, Insidioso ed Espero, i trasporti truppe Romagna e Principe Umberto, che imbarcavano il 55º Reggimento Fanteria (2605 effettivi). Il convoglio, dopo un breve tratto, fu attaccato dal sommergibile austroungarico U 5: il Principe Umberto, centrato a poppa da due siluri, affondò in pochi minuti una quindicina di miglia a sudovest di Capo Linguetta, trascinando con sé 1926 dei 2821 uomini a bordo. Le unità della scorta non poterono che dare inutilmente la caccia all’U 5 e recuperare i superstiti.
Il 25 giugno la nave fece parte del gruppo di protezione a distanza (esploratore Marsala, cacciatorpediniere Insidioso, Irrequieto ed Audace) durante un attacco dei MAS 5 e 7 contro Durazzo: il risultato fu il grave danneggiamento del piroscafo Sarajevo (1111 tsl).
Il 24 dicembre 1916 fu impiegato in appoggio, insieme all'esploratore Mirabello ed al cacciatorpediniere Ippolito Nievo, ad un'azione dei MAS 3 e 6, che, trainati rispettivamente dalle torpediniere costiere 36 PN e 54 AS, avrebbero dovuto attaccare le navi austroungariche nel porto di Durazzo; l'azione fu tuttavia interrotta in quanto, a tre sole miglia dalla meta, il MAS 6 rimase danneggiato dall'urto contro dei rottami.
Nella notte tra il 14 ed il 15 maggio 1917 il Canale d'Otranto fu oggetto di un duplice attacco austroungarico volto sia a distruggere i drifters, pescherecci armati che pattugliavano lo sbarramento antisommergibile del Canale d'Otranto, sia, come azione diversiva, a distruggere un convoglio italiano diretto in Albania; alle 4.10 del 15 maggio, in seguito a notizie di tali attacchi, l’Impavido fu fatto approntare insieme ai gemelli Indomito ed Insidioso, agli esploratori Racchia, Aquila e Marsala ed all'incrociatore leggero inglese Liverpool. Alle 5.30 la formazione lasciò Brindisi insieme all'incrociatore leggero Dartmouth e ad altri due cacciatorpediniere, ed alle 7.45 furono avvistati i cacciatorpediniere austroungarici Csepel e Balaton. Alle 8.10, i cacciatorpediniere e l’Aquila diressero per attaccare le due navi avversarie, e cinque minuti più tardi fu aperto il fuoco: il Balaton fu danneggiato e subito dopo l’Aquila fu a sua volta colpito ed immobilizzato; i due cacciatorpediniere austriaci si portarono al riparo delle batterie costiere, obbligando le navi italiane a desistere dall'inseguimento. In seguito ad uno scontro cui parteciparono anche altre unità italiane ed austroungariche la battaglia si concluse con alcune unità danneggiate da entrambe le parti, ma nessun affondamento.
Il 16 luglio dello stesso anno fornì appoggio a distanza, insieme ai gemelli Indomito ed Insidioso ed agli esploratori Racchia e Riboty, ad un attacco aereo contro Durazzo portato da 18 velivoli partiti da Brindisi e Valona e supportati dalle torpediniere Ardea e Pegaso.
Nel dopoguerra l’Impavido fu sottoposto a lavori di modifica al termine dei quali l'armamento risultò composto da 5 cannoni da 102 mm, uno da 40 mm e 4 tubi lanciasiluri da 450 mm.
Nel 1929 la nave fu declassata a torpediniera.
Radiata nel 1937, fu avviata alla demolizione.